# Akasa Air
Akasa Air, un marchio di SNV Aviation Private Limited, è una compagnia aerea indiana a basso costo con sede a Mumbai. È stata fondata da Vinay Dube e Aditya Ghosh con l'investitore Rakesh Jhunjhunwala che detiene una quota del 46%.
La compagnia ha iniziato le operazioni commerciali con il suo primo servizio di volo da Mumbai ad Ahmedabad il 7 agosto 2022, dopo aver ricevuto il suo primo Boeing 737 MAX 8. L'amministratore delegato di Akasa Air, Vinay Dube, ha dichiarato che l'obiettivo di Akasa era di avere 18 aeromobili entro la fine del 2022 e di aggiungere 12-14 aeromobili all'anno. Ha anche affermato che la flotta di Akasa Air dovrebbe raggiungere i 72 aeromobili entro 5 anni. Dube ha dichiarato che la compagnia aerea inizialmente avrebbe offerto servizi dalle città metropolitane alle città di livello 2 e 3, oltre a operare voli per le principali città dell'India.

## Storia
Nel marzo 2021 erano emerse notizie secondo cui Vinay Dube, l'ex CEO di Jet Airways e Go First, aveva in programma di lanciare un nuovo vettore low cost in India insieme all'ex Chief Commercial Officer di Go First, Praveen Iyer, e il direttore delle operazioni di volo, Nikhil Ved. La compagnia aerea è un marchio della SNV Aviation Private Limited.
Nel luglio 2021, il commerciante miliardario indiano Rakesh Jhunjhunwala ha investito 35 milioni di dollari per una quota del 40% nel vettore. Aditya Ghosh possiede il 10% mentre Vinay Dube possiede il 31% delle quote. Rakesh in seguito ha aumentato il suo investimento nella compagnia aerea al 46%, ricevendo il certificato di non obiezione dal Ministero dell'Aviazione Civile nell'ottobre 2021.
Il 16 novembre 2021, Akasa Air ha ordinato 72 Boeing 737 MAX per un valore di quasi 9 miliardi di dollari a prezzo di listino al Dubai Airshow 2021. L'ordine è composto da 737 MAX 8 e dalla variante 737 MAX 200 di maggiore capacità. Akasa Air ha stretto una partnership con Griffin Global Asset Management per un accordo di sale-lease back che include 5 dei loro Boeing 737 MAX. Il primo Boeing 737-8 è stato preso in consegna il 16 giugno 2022.
Il 7 luglio 2022, la compagnia aerea ha ricevuto il certificato di operatore aereo (COA) dalla DGCA dopo aver completato i voli di prova richiesti. Il 22 luglio 2022, Akasa Air ha avviato la prenotazione dei voli sul proprio sito web.
Il 7 agosto 2022, Akasa Air ha operato il suo primo volo commerciale tra Mumbai e Ahmedabad, con 28 voli settimanali a partire dal 13 agosto 2022. L'evento inaugurale è stato ampiamente seguito dai media e dalla comunità dell'aviazione indiana. Altre rotte sono state avviate verso Kochi, e Chennai nelle settimane successive. 
La compagnia ha iniziato a operare con due Boeing 737 MAX, con l'intenzione di aggiungere un aereo ogni 2 settimane.

## Flotta
Ad ottobre 2024 la flotta di Akasa Air è così composta: